# Acrocercops hedymopa
Acrocercops hedymopa là một loài bướm đêm thuộc họ Gracillariidae. Loài này có ở Queensland và Bénin.